# Asperula graveolens
Asperula graveolens là một loài thực vật có hoa trong họ Thiến thảo. Loài này được M.Bieb. ex Schult. & Schult.f. mô tả khoa học đầu tiên năm 1827.